# Busselton
Busselton ist eine Stadt im australischen Bundesstaat Western Australia mit über 25.000 Einwohnern. Busselton liegt an der australischen Westküste – etwa 220 Kilometer südlich von Perth, der Ort ist heute ein beliebtes Touristenziel in Westaustralien.

## Geschichte

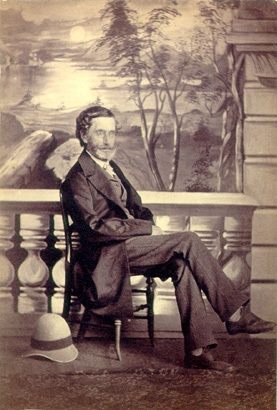
John Garrett Bussell (Porträt von 1840)

Der Brite John Garrett Bussell (1803–1875) kam 1832 als erster europäischer Siedler und gründete die Siedlung an der Westküste Australiens. Nach seinem Familiennamen wurde der Ort benannt.
Mit der Fertigstellung des ersten Piers im Jahr 1865 mit einer Länge von 158,4 m kam für Busselton der wirtschaftliche Aufschwung, da dies einem Hafen gleichkam. Pferdewagen transportierten anfänglich die Güter von einem Ende zum anderen, 1911 wurden diese durch Dampf- und ab 1960 durch Diesellokomotiven ersetzt. Die letzte Verlängerung des Piers erfolgte im Jahr 1960 auf 1.837 m, der Hafenbetrieb wurde allerdings 1974 eingestellt. Der Busselton Jetty wurde durch den Zyklon Alby im Jahr 1978 und durch einen Brand 1999 teilweise zerstört.

## Sehenswürdigkeiten
|                       | Jan  | Feb  | Mär  | Apr  | Mai   | Jun   | Jul   | Aug   | Sep  | Okt  | Nov  | Dez  |   |       |
| Mittl. Tagesmax. (°C) | 28,5 | 28,4 | 26,1 | 22,8 | 19,3  | 17,2  | 16,3  | 16,7  | 18,1 | 20,1 | 23,6 | 26,5 | ⌀ | 21,9  |
| Mittl. Tagesmin. (°C) | 13,8 | 14,0 | 12,7 | 10,7 | 9,2   | 8,3   | 7,5   | 7,5   | 8,4  | 9,3  | 10,9 | 12,5 | ⌀ | 10,4  |
|                       |      |      |      |      |       |       |       |       |      |      |      |      |   |       |
| Niederschlag (mm)     | 9,6  | 10,8 | 21,3 | 41,2 | 118,2 | 173,6 | 165,7 | 116,8 | 75,0 | 51,1 | 24,1 | 13,2 | Σ | 820,6 |
|                       |      |      |      |      |       |       |       |       |      |      |      |      |   |       |
| Regentage (d)         | 2,5  | 2,3  | 4,1  | 7,8  | 15,3  | 19,3  | 21,3  | 19,2  | 15,6 | 12,3 | 6,8  | 3,5  | Σ | 130   |

| 13,8 |

| 14,0 |

| 12,7 |

| 10,7 |

| 9,2 |

| 8,3 |

| 7,5 |

| 7,5 |

| 8,4 |

| 9,3 |

| 10,9 |

| 12,5 |

| 13,8 |

| 14,0 |

| 12,7 |

| 10,7 |

| 9,2 |

| 8,3 |

| 7,5 |

| 7,5 |

| 8,4 |

| 9,3 |

| 10,9 |

| 12,5 |

### Busselton Jetty
Der 1853 bis 1865 errichtete Busselton Jetty gilt mit seinen fast zwei Kilometern Länge als einer der längsten Anlegestege in Holzbauweise. Aufgrund des seichten Küstenverlaufs und der Untiefen wurde hier ein sehr langer Steg für die Versorgung mit Wasserflugzeugen oder Schiffen benötigt.

Am Ende des Stegs befindet sich heute ein Unterwasserobservatorium, welches einen Einblick in die Unterwasserwelt vom Flachwasser bis zum 9 Meter tiefen Grund ermöglicht. Aufgrund der Strömungen an diesem Teil der australischen Westküste, insbesondere aufgrund des Leeuwin-Stroms, der vom Norden her für warme Wassertemperaturen sorgt, lassen sich zahlreiche tropische Fische und andere Meereslebewesen an den Holzpfählen des Busselton Jettys beobachten.

## Sport und Freizeit

### Triathlon
In Busselton wird jährlich im Dezember der Ironman Western Australia sowie der Ironman 70.3 Busselton ausgetragen.  Bei diesem Triathlon über die halbe Ironman-Distanz sind 1,9 km Schwimmen, 90,1 km Radfahren und 21,1 km Laufen zu bewältigen.

## Persönlichkeiten
- Stephen Leaney (* 1969), Profigolfer
- Scott Sunderland (* 1988), Radsportler
- Taylor Worth (* 1991), Bogenschütze
- Nina Kennedy (* 1997), Leichtathletin